# リバス県
リバス県（リバスけん、スペイン語:Departamento de Rivas）は、ニカラグア南西部の県である。北西部にグラナダ県、カラソ県、南東部にリオ・サン・フアン県、南部に隣国コスタリカのグアナカステ州と接し、北東部に国内最大の湖ニカラグア湖、南西部に太平洋を臨む。ニカラグア湖にはオメテペ島（Isla de Ometepe）が浮かぶが、この大きな島は火山島であり、コンセプシオン火山（1,610m）やマデラ火山（1,394m）が聳える。この火山島におよそ32,000人（2005年）の人々が住んでいる。
リバス県は肥沃な土壌と美しい海岸で知られている。沢山のサトウキビ、オオバコ、タバコやプランテーションの作物で覆われている。太平洋岸には小さな漁師町サン・フアン・デル・スル（San Juan del Sur）があり、素晴らしい海岸の為、人気のある観光名所に変わっている。オメテペ島も観光名所となっている。県を縦貫してパンアメリカンハイウェイが通り、コスタリカへと向かう。面積2,155km2、人口183,611人（2021年推計）、県都はリバスである。

## 隣接する県
- カラソ県
- グラナダ県 (ニカラグア)
- リオ・サン・フアン県
- アラフエラ州
- グアナカステ州

## 下位行政区画
1. Altagracia
2. Belén
3. Buenos Aires
4. Cárdenas
5. Moyogalpa
6. Potosí
7. リバス
8. San Jorge
9. San Juan del Sur
10. Tola